# ナチョ・モンレアル
ナチョ・モンレアル（Nacho Monreal）ことイグナシオ・モンレアル・エラソ（Ignacio Monreal Eraso、1986年2月26日 - ）は、スペイン・パンプローナ出身の元サッカー選手。ポジションはDF（左サイドバック）。元スペイン代表。

## クラブ経歴
地元パンプローナのサッカークラブ、オサスナのカンテラ出身。2004-05シーズンからBチームに所属した後、2006年10月22日のバレンシアCF戦でトップチームデビューを果たした。その後は左サイドバックの定位置の座を激しく争っている。2006-07シーズンは10試合に出場。2007-08シーズンは24試合に出場し、1得点を挙げている。2008-09シーズンは28試合に出場した。
2011年6月14日、移籍金600万ユーロでマラガCFと5年契約を結んだ。
2013年1月31日、アーセナルFCに完全移籍した。
2014-15シーズンから背番号を17番から18番に変更。
2017-18シーズンは、サイドバックでありながらリーグ戦で5得点を挙げるなど活躍をして、アーセナルのファン投票で選ぶPlayer of the Seasonでアーロン・ラムジーに次ぐ２位に選ばれた。
2019年8月30日、レアル・ソシエダと2年契約を締結したことが発表された。2021年3月31日、レアル・ソシエダは2022年6月30日まで契約延長したことを発表。2022年5月23日、レアル・ソシエダは契約満了によりモンレアルが退団することを発表した。同年8月16日、現役引退を発表した。

## 代表経歴
2007年からスペインU-21代表に選出されている。2009年6月に開催されたU-21欧州選手権に出場した。2009年8月、スペイン代表に初招集された。8月12日のマケドニア共和国戦でジョアン・カプデビラに代わって71分に途中出場し、デビューを飾った。2016年11月12日の2018 FIFAワールドカップ予選・マケドニア共和国戦で代表初得点を挙げた。クラブでの好調から2018年6月に行われた2018 FIFAワールドカップの代表メンバーにサプライズ招集される。しかし、チームが直前の監督交代による混乱の影響もありベスト16で敗退したため出場機会は無かった。

## 代表歴

### 出場大会
- スペイン代表
  - 2018 FIFAワールドカップ

### 試合数
- 国際Aマッチ 22試合 1得点（2009年-2018年）[6]

| スペイン代表 | 国際Aマッチ | 国際Aマッチ |
| 年           | 出場        | 得点        |
| ------------ | ----------- | ----------- |
| 2009         | 2           | 0           |
| 2010         | 2           | 0           |
| 2011         | 1           | 0           |
| 2012         | 4           | 0           |
| 2013         | 7           | 0           |
| 2014         | 0           | 0           |
| 2015         | 0           | 0           |
| 2016         | 2           | 1           |
| 2017         | 3           | 0           |
| 2018         | 1           | 0           |
| 通算         | 22          | 1           |

## タイトル
アーセナルFC
- FAカップ 2013-14, 2014-15, 2016-17
- FAコミュニティ・シールド 2014, 2015, 2017